# Coppa del Brasile 1993
La Coppa del Brasile 1993 (ufficialmente in portoghese Copa do Brasil 1993) è stata la 5ª edizione della Coppa del Brasile.

## Formula
Partite a eliminazione diretta con gare di andata e ritorno. In caso di pareggio nei tempi regolamentari, passa la squadra che ha realizzato il maggior numero di gol fuori casa. Nel caso non sia possibile determinare un vincitore con la regola dei gol fuori casa, sono previsti i tiri di rigore.

## Partecipanti
| Stato               | Squadra (Città)                  | Motivo qualificazione                                           |
| ------------------- | -------------------------------- | --------------------------------------------------------------- |
| Acre                | Rio Branco-AC (Rio Branco)       | Vincitore del Campionato Acreano 1992                           |
| Alagoas             | CRB (Maceió)                     | Vincitore del Campionato Alagoano 1992                          |
| Amapá               | Trem (Macapá)                    | Vincitore della fase finale del Campionato Amapaense 1992       |
| Amazonas            | Sul América (Manaus)             | Vincitore del Campionato Amazonense 1992                        |
| Bahia               | Vitória (Salvador)               | Vincitore del Campionato Baiano 1992                            |
| Ceará               | Ceará (Fortaleza)                | Squadra indicata dalla Federazione calcistica Cearense          |
| Distretto Federale  | Taguatinga (Taguatinga)          | Vincitore del Campionato Brasiliense 1992                       |
| Espírito Santo      | Desportiva (Cariacica)           | Vincitore del Campionato Capixaba 1992                          |
| Goiás               | Goiatuba (Goiatuba)              | Vincitore del Campionato Goiano 1992                            |
| Maranhão            | Sampaio Corrêa (São Luís)        | Vincitore del Campionato Maranhense 1992                        |
| Mato Grosso         | Sorriso (Sorriso)                | Vincitore del Campionato Matogrossense 1992                     |
| Mato Grosso do Sul  | Operário-MS (Campo Grande)       | Squadra indicata dalla Federazione calcistica Sul-Matogrossense |
| Minas Gerais        | Cruzeiro (Belo Horizonte)        | Vincitore del Campionato Mineiro 1992                           |
| Minas Gerais        | América-MG (Belo Horizonte)      | 2° nel Campionato Mineiro 1992                                  |
| Pará                | Paysandu (Belém)                 | Vincitore del Campionato Paraense 1992                          |
| Pará                | Remo (Belém)                     | 2° nel Campionato Paraense 1992                                 |
| Paraíba             | Auto Esporte-PB (João Pessoa)    | Vincitore del Campionato Paraibano 1992                         |
| Paraná              | Londrina (Londrina)              | Vincitore del Campionato Paranaense 1992                        |
| Paraná              | União Bandeirante (Bandeirantes) | 2° nel Campionato Paranaense 1992                               |
| Pernambuco          | Sport Recife (Recife)            | Vincitore del Campionato Pernambucano 1992                      |
| Pernambuco          | Náutico (Recife)                 | 2° nel Campionato Pernambucano 1992                             |
| Piauí               | 4 de Julho (Piripiri)            | Vincitore del Campionato Piauiense 1992                         |
| Rio de Janeiro      | Vasco da Gama (Rio de Janeiro)   | Vincitore del Campionato Carioca 1992                           |
| Rio de Janeiro      | Flamengo (Rio de Janeiro)        | 2° nel Campionato Carioca 1992                                  |
| Rio Grande do Norte | América-RN (Natal)               | Vincitore del Campionato Potiguar 1992                          |
| Rio Grande do Sul   | Internacional (Porto Alegre)     | Vincitore del Campionato Gaúcho 1992                            |
| Rio Grande do Sul   | Grêmio (Porto Alegre)            | 2° nel Campionato Gaúcho 1992                                   |
| Rondônia            | Ji-Paraná (Ji-Paraná)            | Vincitore del Campionato Rondoniense 1992                       |
| San Paolo           | San Paolo (San Paolo)            | Vincitore del Campionato Paulista 1992                          |
| San Paolo           | Palmeiras (San Paolo)            | 2° nel Campionato Paulista 1992                                 |
| Santa Catarina      | Brusque (Brusque)                | Vincitore del Campionato Catarinense 1992                       |
| Sergipe             | Sergipe (Aracaju)                | Vincitore del Campionato Sergipano 1992                         |

## Risultati

### Sedicesimi di finale
Andata 2, 5, 9, 12, 16 marzo, 2 e 4 aprile 1993, ritorno 9, 12, 19, 24 marzo, 6 e 13 aprile 1993.
| Squadra 1         | Totale | Squadra 2     | Andata | Ritorno |
| ----------------- | ------ | ------------- | ------ | ------- |
| CRB               | 0-6    | Náutico       | 0-1    | 0-5     |
| Trem              | 0-7    | Remo          | 0-5    | 0-2     |
| 4 de Julho        | 0-5    | Palmeiras     | 0-2    | 0-3     |
| Vitória           | 3-1    | América-MG    | 1-0    | 2-1     |
| Taguatinga        | 1-7    | Sport Recife  | 1-4    | 0-3     |
| América-RN        | 2-6    | Flamengo      | 2-2    | 0-4     |
| Auto Esporte-PB   | 2-3    | Paysandu      | 2-1    | 0-2     |
| Sampaio Corrêa    | 1-5    | Vasco da Gama | 0-3    | 1-2     |
| Ceará             | 4-2    | Goiatuba      | 1-0    | 3-2     |
| União Bandeirante | 3-2    | Brusque       | 2-2    | 1-0     |
| Sorriso           | 3-6    | Grêmio        | 1-1    | 2-5     |
| Sul América       | 0-1    | Rio Branco-AC | 0-1    | 0-0     |
| Desportiva        | 1-6    | Cruzeiro      | 1-1    | 0-5     |
| Operário-MS       | 1-5    | Londrina      | 1-3    | 0-2     |
| Ji-Paraná         | 1-15   | Internacional | 0-6    | 1-9     |
| Sergipe           | 4-5    | San Paolo     | 1-1    | 3-4     |

### Ottavi di finale
Andata 25, 30 marzo, 6, 16, 20 aprile 1993, ritorno 3, 13, 16, 20, 23 e 27 aprile 1993.
| Squadra 1         | Totale  | Squadra 2     | Andata | Ritorno |
| ----------------- | ------- | ------------- | ------ | ------- |
| Paysandu          | 3-5     | Flamengo      | 3-2    | 0-3     |
| União Bandeirante | 1-6     | Grêmio        | 0-4    | 1-2     |
| Náutico           | 1-2     | Cruzeiro      | 1-0    | 0-2     |
| Remo              | 0-4     | Vasco da Gama | 0-0    | 0-4     |
| Ceará             | 2-0     | Sport Recife  | 1-0    | 1-0     |
| Vitória           | 2-2 gfc | Palmeiras     | 2-1    | 0-1     |
| Londrina          | 2-1     | Internacional | 1-1    | 1-0     |
| Rio Branco-AC     | 2-3     | San Paolo     | 1-0    | 1-3     |

### Quarti di finale
Andata 27, 30 aprile, 4 e 6 maggio 1993, ritorno 8, 11 e 14 maggio 1993.
| Squadra 1 | Totale      | Squadra 2     | Andata | Ritorno |
| --------- | ----------- | ------------- | ------ | ------- |
| Palmeiras | 2-2 6-7 dcr | Grêmio        | 1-1    | 1-1     |
| Flamengo  | 2-1         | Londrina      | 1-0    | 1-1     |
| San Paolo | 3-4         | Cruzeiro      | 1-2    | 2-2     |
| Ceará     | 1-4         | Vasco da Gama | 1-2    | 0-2     |

### Semifinali
Andata 20 maggio 1993, ritorno 27 maggio 1993.
| Squadra 1 | Totale  | Squadra 2     | Andata | Ritorno |
| --------- | ------- | ------------- | ------ | ------- |
| Cruzeiro  | 4-2     | Vasco da Gama | 3-1    | 1-1     |
| Flamengo  | 4-4 gfc | Grêmio        | 4-3    | 0-1     |

### Finale

#### Andata
| Arbitro: | Rezende de Freitas |

| |            | |
| · Eduardo P · Luiz Carlos Winck D · Paulão D · Luciano Dias D · Dida D · Pingo C · Jamir C · Juninho C · Dener C · Gílson A · Charles A · Carlos Miguel A · Mabilia C | Formazioni | · P Paulo César · D Zelão · D Célio Lúcio · D Luizinho · D Nonato · C Ademir · C Rogério Lage · C Boiadeiro · A Roberto Gaúcho · A Cleison · A Edenílson |
| Sérgio Cosme | Allenatori | Pinheiro |

#### Ritorno
| Arbitro: | Marsiglia |

| |            | |
| Roberto Gaúcho 12’ Cleison 46’ | Marcatori  | 25’ Pingo |
| Paulo César P Paulo Roberto Costa D Célio Lúcio D Robson D Nonato D Ademir C Rogério Lage C Éder C Roberto Gaúcho A Cleison A Edenílson A | Formazioni | · P Eduardo · D Jackson · D Paulão · D Luciano Dias · D Dida · A Charles · C Pingo · C Jamir · A Fabinho · C Juninho · C Dener · A Gílson · A Carlos Miguel |
| Pinheiro | Allenatori | Sérgio Cosme |

Cruzeiro vincitore della Coppa del Brasile 1993 e qualificato per la Coppa Libertadores 1994.

## Classifica marcatori
| Pos. | Giocatore     | Squadra       | Gol |
| ---- | ------------- | ------------- | --- |
| 1    | Gílson        | Grêmio        | 8   |
| 2    | Cleison       | Cruzeiro      | 6   |
| 3    | Hélio         | Sport Recife  | 5   |
| 3    | Osmar         | Ceará         | 5   |
| 3    | Valdir Bigode | Vasco da Gama | 5   |
| 6    | Carlos Miguel | Grêmio        | 4   |
| 6    | Daniel        | Internacional | 4   |
| 6    | Jairo Lenzi   | Internacional | 4   |
| 6    | Nílson        | Flamengo      | 4   |
| 6    | Rudinei       | Internacional | 4   |